# يوهان سفانتسون
يوهان سفانتسون (بالسويدية: Johan Svantesson)‏ (13 سبتمبر 1992 بالسويد - ) هو لاعب كرة قدم سويدي في مركز الهجوم. لعب مع غيفلي.

## وصلات خارجية
- يوهان سفانتسون على موقع اتحاد السويد (السويدية)
- يوهان سفانتسون على موقع قاعدة بيانات كرة القدم.إي يو (الإنجليزية)